# Eachanhal, Gangawati
Eachanhal là một làng thuộc tehsil Gangawati, huyện Koppal, bang Karnataka, Ấn Độ.